# Dominique Perras
Pour les articles homonymes, voir Perras.
Dominique Perras est un coureur cycliste canadien né le 11 février 1974 à Napierville, professionnel de 1999 à 2007. En 2012 il devient analyste maison sur les chaînes de sport québécoises RDS et RDS2 avec Louis Bertrand pour la retransmission des grandes épreuves du calendrier cycliste mondial.

## Palmarès
- 1999
  - 2e et 5e étapes du Tour de Beauce
- 2000
  - 3e du Grand Prix de Lausanne
- 2002
  - 1re et 2e étapes du Tour de Hokkaido
  - 2e du championnat du Canada sur route
  - 2e de la Classique Louis-Garneau Montréal - Québec
- 2003
  -  Champion du Canada sur route
  - 1re et 10e étapes du Herald Sun Tour
  - 3e et 6e étapes Tour du lac Qinghai
- 2004
  - Classique Louis-Garneau Montréal - Québec
  - 6e étape du Herald Sun Tour
  - 1re étape de la Green Mountain Stage Race
- 2005
  - 2e de la Fitchburg Longsjo Classic
  - 2e du Herald Sun Tour
  - 3e du championnat du Canada sur route
- 2006
  - 3e du championnat du Canada sur route
- 2007
  - 3e du championnat du Canada sur route
  - 3e de la Green Mountain Stage Race
- 2008
  - 2e de la Classique Louis-Garneau Montréal - Québec

## Classements mondiaux
| Année            | 2005 | 2006 | 2007 | 2008 |
| ---------------- | ---- | ---- | ---- | ---- |
| UCI America Tour | 34e  | 160e | 113e |      |
| UCI Oceania Tour |      | 5e   |      | 59e  |